# 边界粒子法
在应用数学领域，边界粒子法不需要内部布点，仅需边界离散计算非齐次偏微分方程，因此是一种真正意义上的边界型无网格方法。数值算例表明，边界粒子法具有谱收敛，无需积分和网格生成，数学简单，编程容易，矩阵对称等优点。而且，边界粒子法仅需边界布点，因此在计算仅部分边界数据可测的数学物理反问题上，比其他数值方法有着固有的优势。

## 历史及研究现状
近几十年来，双重互易方法和多重互易方法作为两种应用广泛的方法，结合边界离散技术被广泛应用到非齐次偏微分方程的求解中，例如边界元方法与双重互易方法和多重互易方法分别相结合得到的DR-BEM和MR-BEM在边界元应用领域就很受欢迎。
由于在处理非齐次物理力学问题时具有简单易用，效率高，可灵活处理等优点，因此在采用边界型数值技术求问题特解时，双重互易法成为一种有效的方法。然而，双重互易法需要在区域内部布点以保证求解过程中的收敛性和稳定性，因此这种方法并非真正意义上的边界型方法。
相比而言，多重互易法在处理非齐次问题时则无须在内部布点，是一种真正意义上的边界型方法。然而，传统的多重互易法与双重互易法相比有很多不足之处。它在建立插值矩阵时计算非常耗时，而且在消除非齐次项过程中采用高阶拉普拉斯算子，导致其在求解含复杂源项的非齐次问题时比较困难，应用范围受到限制。
为了克服这些缺点，最近一类改进的多重互易法被提出，称为递归复合多重互易方法)。其主要思想是在消除非齐次项时采用了高阶复合微分算子，而非单一的高阶Laplace算子，这使得多重互易法可以处理更多形式的非齐次问题，而且提高了计算效率。
边界粒子法是一种基于多重互易法的用来求解非齐次方程的方法，它是一种边界离散型无网格方法，类似于基本解方法、边界节点法、正则化无网格方法、奇异边界法及Trefftz方法等。边界粒子法目前被应用于求解各类问题，例如非齐次Helmholtz方程、convection-diffusion方程等。数值算例表明边界粒子法的插值表达式也可以被看作小波级数的展开式。
边界粒子法可以采用高阶基本解或径向基函数通解、调和函数及Trefftz 函数等作为插值基函数求解Helmholtz方程、Possion方程及薄板弯曲等问题。由于其只在边界布点的优势，边界粒子法在只有仅部分边界数据可测的数学物理反问题计算中具有一定优势。目前边界粒子法已经成功用于Possion方程及非齐次Helmholtz方程的柯西反问题。

## 更多评论
边界粒子法在处理含复杂源项，例如不光滑函数、梯度变化大的函数或一组离散点数据等问题时，还有待于进一步研究。采用边界粒子法可使用以下思路求解这些问题：
（1）复杂函数或者一组离散点数据可以变换成一系列多项式函数或三角函数的线性组合。从而，采用多重互易法可以很容易地将非齐次方程转化为高阶齐次方程，进而，用边界粒子法仅需边界数据即可求解问题。
（2）可以引入区域分解法，结合边界粒子法求解含大梯度函数源项的问题。

## 相关资料
- 无网格方法
- 径向基函数
- 边界元法
- Trefftz方法
- 基本解方法
- 边界节点法
- 奇异边界法
- 正则化无网格法

## 拓展延伸
- Boundary Particle Method

## 免费软件及Matlab程序代码
- Winker plate bending analysis
- BPM toolbox for inverse Cauchy problems[永久]